# 1983 في فنلندا
فيما يلي قوائم الأحداث التي وقعت خلال عام 1983 في فنلندا.

## سياسة

### تعيين في المنصب
- 26 مارس – بآفو ليبونن عضو برلمان فنلندا  [لغات أخرى]‏.

## أفلام
من الأفلام التي صدرت هذه السنة في فنلندا:
- 1 يناير – جريمة وعقاب من إخراج أكي كاوريسمكي.

## مواليد

### مارس
- 20 مارس – ييني فارتياينن مغنية فنلندية.

### أبريل
- 22 أبريل – دانييل سيولوند لاعب كرة قدم فنلندي.[1]

### ديسمبر
- 12 ديسمبر – روني بوروكارا لاعب كرة قدم فنلندي.[2]